# Yadayim
Yadayim (en hebreu: מסכת ידיים) (transliterat: Masechet Yadayim) és un tractat de la Mixnà i del Talmud, pertanyent a l'ordre de Tohorot. El tractat talmúdic de Yadayim, tracta sobre un estat d'impuresa ritual que està relacionat amb la neteja de les mans. Segons la llei de la Torà, una persona adquireix la impuresa ritual tan sols mitjançant el contacte amb "el pare de la impuresa" i no mitjançant el contacte amb alguna cosa que solament té el primer o el segon grau d'impuresa. De totes maneres els rabins van decretar que si una persona toca alguna cosa que té el primer grau d'impuresa ritual, les seves mans es contaminen amb el segon grau d'impuresa. Si aquesta mateixa persona toca un aliment el contamina, de manera que un sacerdot cohen no pot menjar aquest aliment. En un determinat moment de la història jueva, els rabins van afegir i van establir, que fins i tot si algú no està segur d'haver tocat quelcom impur, les seves mans eren impures. Les persones tendeixen a tocar moltes coses i, per tant, és molt difícil evitar el fet de tocar quelcom impur. Per resoldre aquest problema, els rabins van decretar que un jueu ha de rentar-se les mans ritualment abans de menjar pa.